# Елевтерополис
Елевтерополис или Анакторополис, или Анакторуполис, или Неаперасмийската крепост (на гръцки: Ελευθερόπολη, Ανακτορόπολη, Ανακτορούπολη, Κάστρο Νέας Περάμου), е антично и средновековно отбранително съоръжение, разположено край кушнишкото село Кале чифлик (Неа Перамос), Северна Гърция.

## Местоположение
Крепостта е разположена южно от Кале чифлик, на ниския хълм Кале Тоф в подножието на планината Люти рид (Символо) и на брега на Елевтерския залив.

## История
Градът се споменава в извори от X век до XV век. През X век се нарича Алектриополис (Αλεκτρυόπολις), през XI – XIII век като Алекторополис (Αλεκτορόπολις) и през XIV век като Анакторополис (Ανακτορόπολις) и Елевтерополис (Ελευθερόπολις).
Крепостта играе важна роля в XIV век. В 1350 година, както съобщава Йоан VI Кантакузин, крепостта е в ръцете на Алексий Витински, който по време на Гражданската война е на служба при великия дук Алексий Апокавк. Братята Алексий и Йоан, възползвайки се от династичните спорове от XIV век, действат по северното беломорско крайбрежие, първо като наемници на императора, а по-късно самостоятелно, като отнемат различни крепости в района ту от турците, ту от сърбите.
От южната страна на крепостната стена има тухлен надпис, който гласи следното: «ΑΝΔΡΟΝΙΚΟΥ ΚΟΝΤΟΣΤΕΦΑΝΟΥ ΜΕΓΑΛΟΥ ΔΟΥΚΟΣ ΜΙΝΙ ΙΟΥΛΙΩ ΙΣ ΤΑΣ Η΄» (Андроник Кондостефан велик дук месец юли). Става дума за великия дук Андроник Кондостефан, племенник на император Мануил I Комнин (1143 – 1180). Въз основа на тази идентификация построяването на крепостта се поставя в годините 1167 – 1170. Според друга гледна точка именно великият дук Алексий Апокавк е този, който по време на Гражданската война през 1342 година плава с флот по брега на Северно Бяло море. Като част от тези операции той извършва основното обновяване на крепостта, която контролира едно от малкото пристанища между Солун и Константинопол, чието управление той поверява на наемника Алексий.
В 1357 година с хрисовул на император Йоан V Палеолог Анакторополис, Хрисополис и Тасос са дадени като наследствени имения на Алексий, който вече има титлата велик примикюр и на брат му Йоан, който е протосеваст.
Замъкът трябва да е паднал в османски ръце между 1383 и 1387 година. Въпреки това Елевтеруполската епископия остава като име до втората половина на XV век, но селището е преместено другаде. В края на XVIII век се споменава планинското село Лефтер или Лефтерополис, днес Елевтерес, кацнало в подножието на Люти рид и далеч от морето. Вероятно селото е преместено поради пиратството, което опустошава крайбрежието.

## Описание
Укрепеното заграждение заема върха и част от склона, който се спуска към морето. Има формата на неправилен трапец с основата, обърната към морето. Запазена е на височина, която варира от 2 m до 6,50 m. Общият периметър достига 430 – 450 m. Подсилен е с четириъгълни, многоъгълни и кръгли кули. Две порти се отварят от двете страни с лице към сушата и една от страната на пристанището. Вградени стълби водят до периметъра на стените, който е запазен на няколко места, а валовете са разрушени. Вътрешните заграждения разделят града на поне три части. Отвън и по източната страна има непрекъсната стена. В северозападния ъгъл на заграждението завършва ниска стена, вероятно останка от кей, изграден от вътрешната страна на пристанището.
Като цяло крепостта показва единна, типична за епохата зидария: необработени или грубообработени камъни с припокриващи се тухли във вертикалните фуги, а понякога и в хоризонталните, образуват зона с три до пет реда тухли.